# Кнауф, Эрих
Эрих Кнауф (нем. Erich Knauf; 21 февраля 1895, Меране, — 2 мая 1944, Бранденбург-на-Хафеле) — немецкий журналист, писатель и поэт-песенник.

## Биография
Отец Кнауфа был портным, а мать — секретарём СДПГ на общественных началах. Через несколько лет после рождения Эриха семья переехала в Геру, где впоследствии Кнауф выучился на верстальщика. Он участвовал в Первой мировой войне, а после её окончания изучал в университете историю, политэкономию и культуру. Тогда же вступил в НСДПГ (объединившую бывших левых членов СДПГ) и занялся журналистикой. Через некоторое время стал редактором газеты Plauener Volkszeitung.
Кнауфа связывала тесная дружба с Эрихом Кестнером и Эрихом Озером (известным как «э. о. плауэн»); их называли «Три Эриха из Саксонии». В 1927 году Кестнер выпустил эротическую поэму Nachtgesang des Kammervirtuosen с фривольными иллюстрациями Озера, после чего разразился скандал, вынудивший всех троих покинуть Саксонию. Кнауф переехал в Берлин и стал секретарём Книжной гильдии Гутенберга.
В 1930 году опубликовал полуавтобиографический роман Ça ira, рассказывающий о путче Каппа.
После прихода нацистов к власти Кнауф, испытывающий отвращение к новому режиму, уволился из гильдии. Вместе с ним уволилась его секретарша Эрна Донат, на которой Кнауф вскоре женился.
Нацистами были включены в список книг, подлежащих сожжению, книги Кнауфа Empörung und Gestaltung — Künstlerprofile von Daumier bis Kollwitz и Daumier selbst bleibt in den Büchereien.
В 1934 году Кнауф раскритиковал в газете Berliner Zeitung постановку «Кармен» в Немецкой государственной опере. Опекавший оперу Герман Геринг пришел в ярость и приказал арестовать Кнауфа, который несколько месяцев провел в концлагерях Ораниенбург и Лихтенбург. В 1936 году возглавил пресс-службу кинокомпании Terra Film.
Среди песен, тексты к которым были написаны Кнауфом, наиболее известна песня Вернера Бохмана Heimat, deine Sterne («Твои звёзды, Родина»), прозвучавшая в одном из любимых фильмов Гитлера Quax, der Bruchpilot (1941).
В одну из ночей 1943 года Кнауф и Озер, будучи в бомбоубежище, принялись втихомолку высмеивать между собой нацистское руководство, и это услышал находившийся рядом сосед Кнауфа капитан отдела пропаганды ОКВ Бруно Шульц. После этого Шульц с женой регулярно подслушивали разговоры Кнауфа и Озера, а 22 февраля 1944 года, посчитав, что собранного материала достаточно, Шульц написал донос на имя Йозефа Геббельса.
Как ни странно, именно другу Озера журналисту Герхарту Вайзе, работавшему в относящейся к ведомству Геббельса «конторе Шварца ван Берка» (занимавшейся разработкой и распространением слухов), было поручено проверить сообщенные Шульцем сведения — что Вайзе и сделал, подтвердив их достоверность в рапорте от 7 марта 1944 года.
28 марта Кнауф и Озер были арестованы. Геббельс назначил председателем трибунала по их делу лично Роланда Фрейслера, потребовав от него скорого и сурового суда. 5 апреля Озер повесился в камере, оставив предсмертную записку, в которой взял всю вину на себя. На следующий день Кнауф был приговорен к смертной казни за пораженческие высказывания и 2 мая был гильотинирован в бранденбургской каторжной тюрьме. Его вдове был выслан счёт на оплату процессуальных расходов, включая приведение приговора в исполнение, на сумму 585,74 рейхсмарок, — о чем Эрих Кестнер написал эссе.

## Память

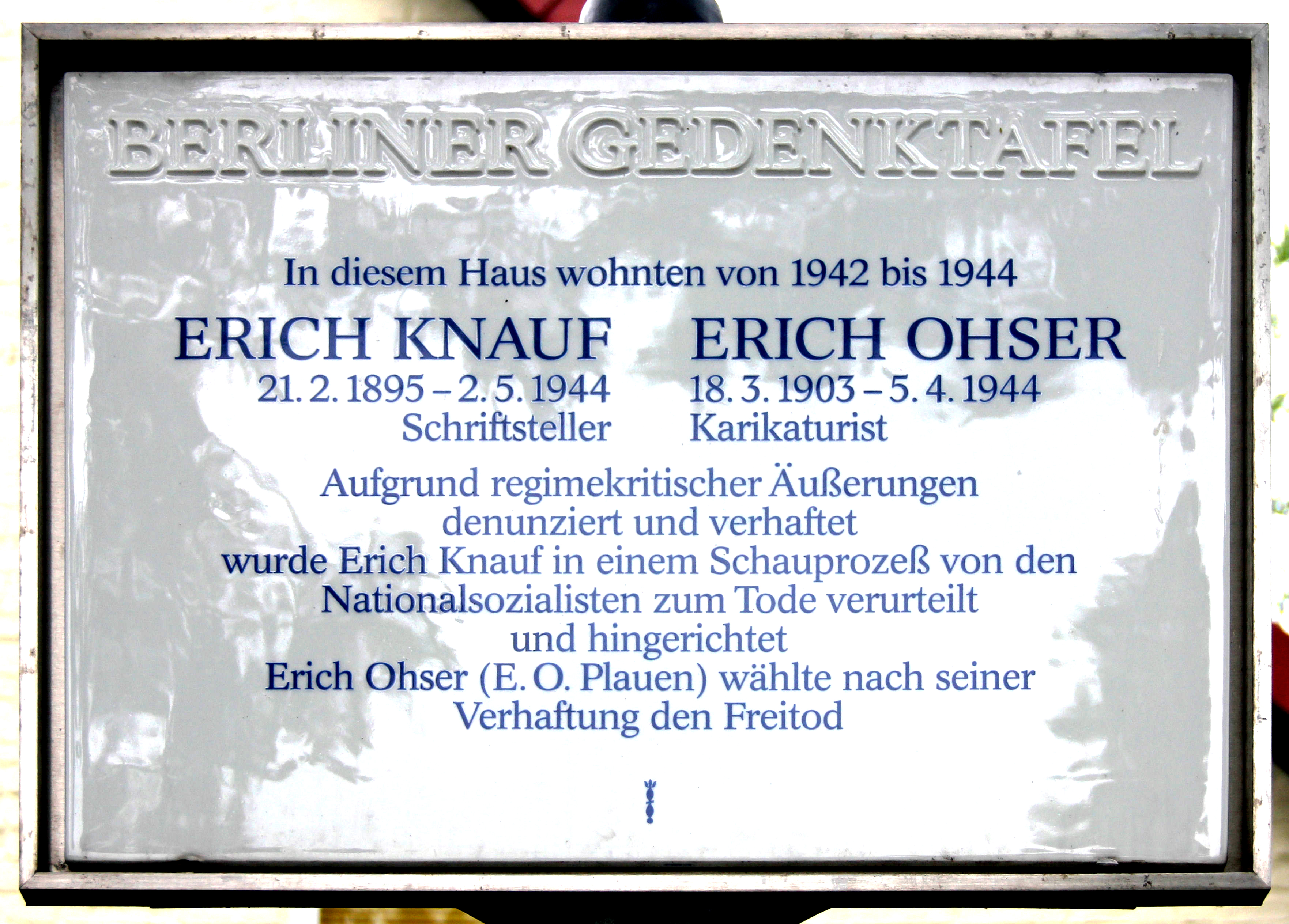
Мемориальная доска в Каульсдорфе на доме № 3 по улице Ам Фельдберг

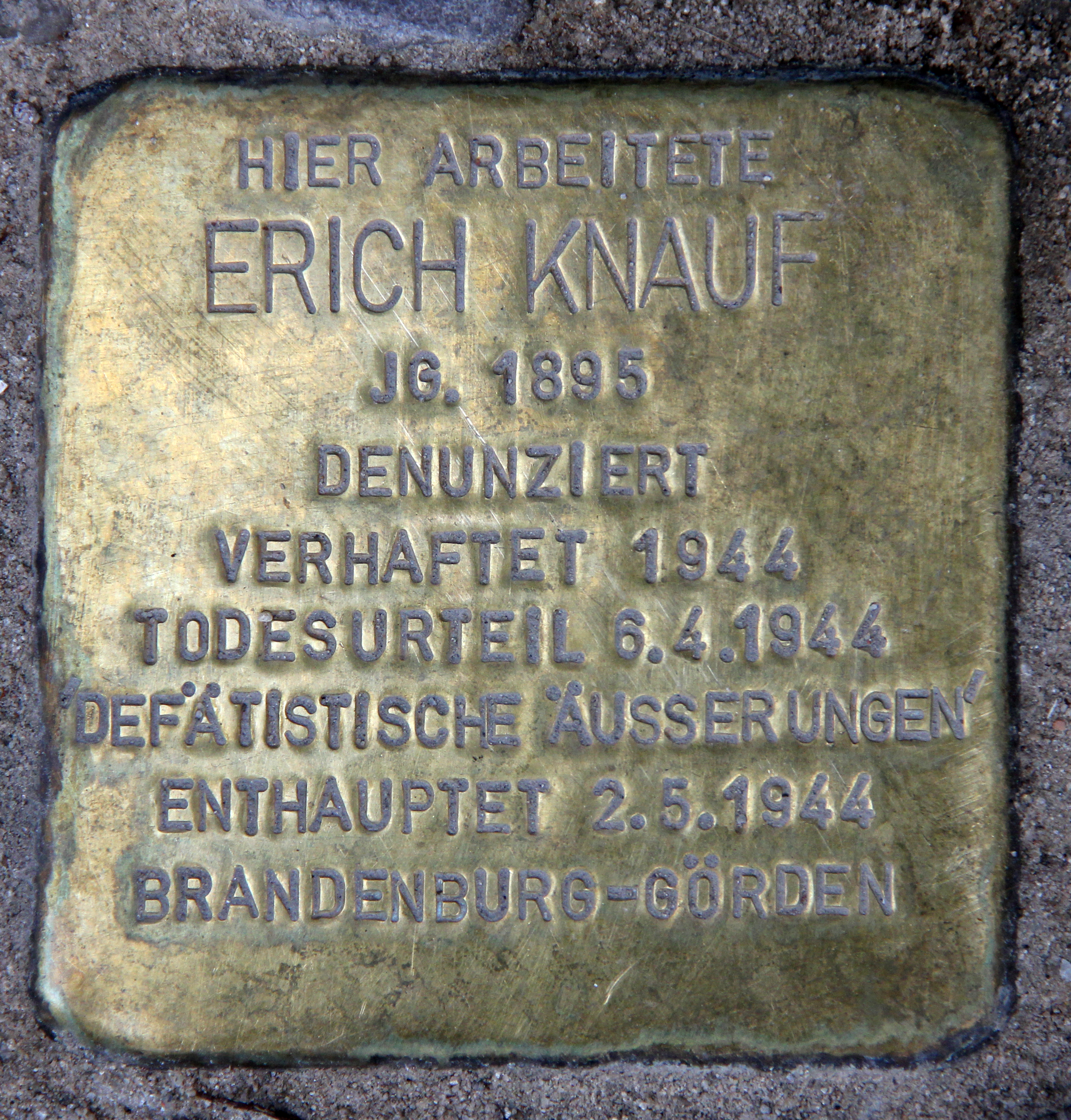
Камень преткновения в берлинском районе Кройцберг перед домом № 10 на улице Дуденштрассе

Именем Кнауфа названы улицы в Бранденбурге-на-Хафеле, Плауэне и Цвиккау.
В 1998 году вышла биография Кнауфа, написанная Вольфгангом Эккертом по материалам бесед с Эрной Кнауф, проведённых им в 1985 году. В 1987 году она завещала Эккерту весь архив Кнауфа и права на его творчество.
В 1999 году в Каульсдорфе на доме № 3 по улице Ам Фельдберг, где жили Кнауф и Озер на момент ареста, была установлена мемориальная доска.
15 октября 2014 года в берлинском районе Кройцберг перед домом № 10 на улице Дуденштрассе, где работал Кнауф, был установлен камень преткновения.